# Agriphila hymalayensis
Agriphila hymalayensis là một loài bướm đêm trong họ Crambidae.